# Aneta Krejčíková
Aneta Krejčíková (* 29. dubna 1991 Praha) je česká herečka, členka souboru Divadla na Vinohradech. Její talent jako první objevila herečka Monika Kvasničková, která ji přihlásila do herecké agentury. Její první větší role byla v seriálu TV Nova Ulice, kde hraje Gábinu Pumrovou. V roce 2017 se zasnoubila s partnerem Ondřejem Rančákem. V září 2018 se jim narodil syn Ben, v dubnu 2020 dcera Antonie.

## Divadelní role (výběr)

### Divadlo na Vinohradech

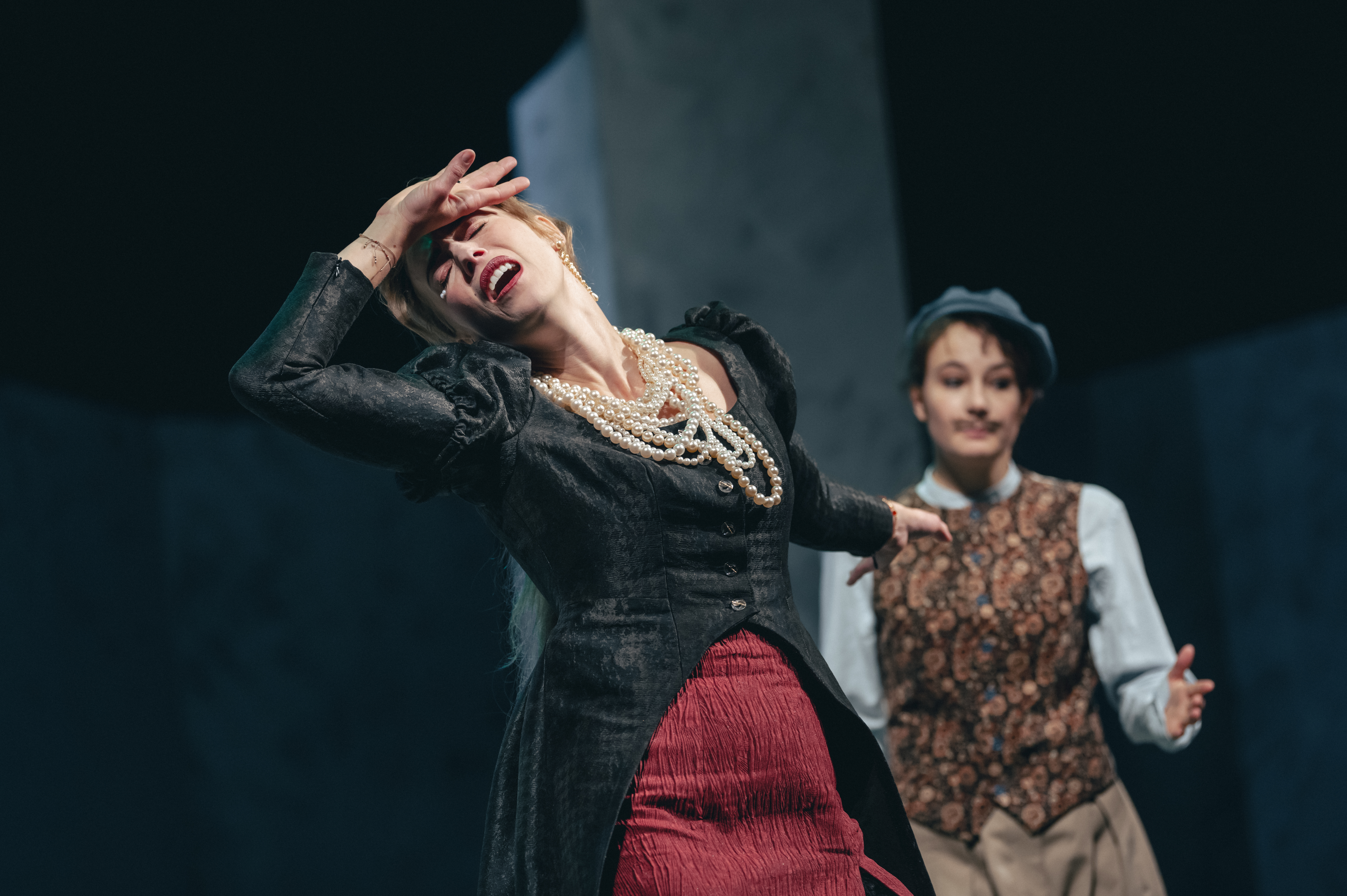
Aneta Krejčíková v roli Olivie v inscenaci Večer tříkrálový, Divadlo na Vinohradech, foto Petr Chodura (2024)

- 2022 Agatha Christie: Past na myši, režie: Jan Burian, premiéra: 15. října 2022, role: Mollie Ralstonová
- 2023 Nina Raine: Bach & synové, režie: Juraj Deák, česká premiéra: 16. května 2023, role: Anna Magdalena Wilckeová
- 2024 William Shakespeare: Večer tříkrálový aneb Cokoli chcete, režie: Juraj Deák, poprvé: 21. června 2024, premiéra: 6. listopadu 2024, role: Olivie
- 2025 Francis Scott Fitzgerald – Simon Levy: Velký Gatsby, režie: Martin Čičvák, premiéra: 1. března 2025, role: Jordan Bakerová

### Divadlo Na Fidlovačce
- Pět ve stejných šatech, 2013 – Meredith
- Eva tropí hlouposti, 2014 – Eliška
- Srnky, 2019 – Sovová, srnka
- Dánská dívka, 2019
- Proč muži neposlouchají a ženy neumí číst v mapách, 2022

## Filmografie

### Filmy
- Rozsvěcet se nevyplácí, 2009 (studentský film)
- Dešťová víla, 2010 – Běta Bečková
- Poupata, 2011 – Zuzana
- Láska je láska, 2012 – Maruška Kalátová
- Všiváci, 2014 – sestřička Evička
- Parádně pokecal, 2014 – Patricie
- Šťastná, 2014 – Sára
- Modelky s.r.o., 2014 – Ornela
- Špindl, 2017 – kurýrka
- Zoufalé ženy dělají zoufalé věci, 2018 – Milada

### Televizní filmy
- Zastřený hlas, 2006
- Boží pole s. r. o., 2006
- Sama v čase normálnosti, 2010
- Zločin v Polné, 2016 – Hilsnerova bývalá snoubenka

### Seriály
- Ulice, 2005–2018, od 2022 – Gábina Pumrová
- Trapasy, 2007
- Kriminálka Anděl, 2008
- Cesty domů, 2010
- Obchoďák, 2012 – Anča
- Škoda lásky, 2013
- Případy 1. oddělení, 2014 (epizody Hodinka k dobru a Olizovač)
- Policie Modrava, 2015
- Rapl, 2016 – Lucie
- Svět pod hlavou, 2017
- Vyšehrad, 2017
- Volha, 2023 – sekretářka Květa